# Leonard Ornstein

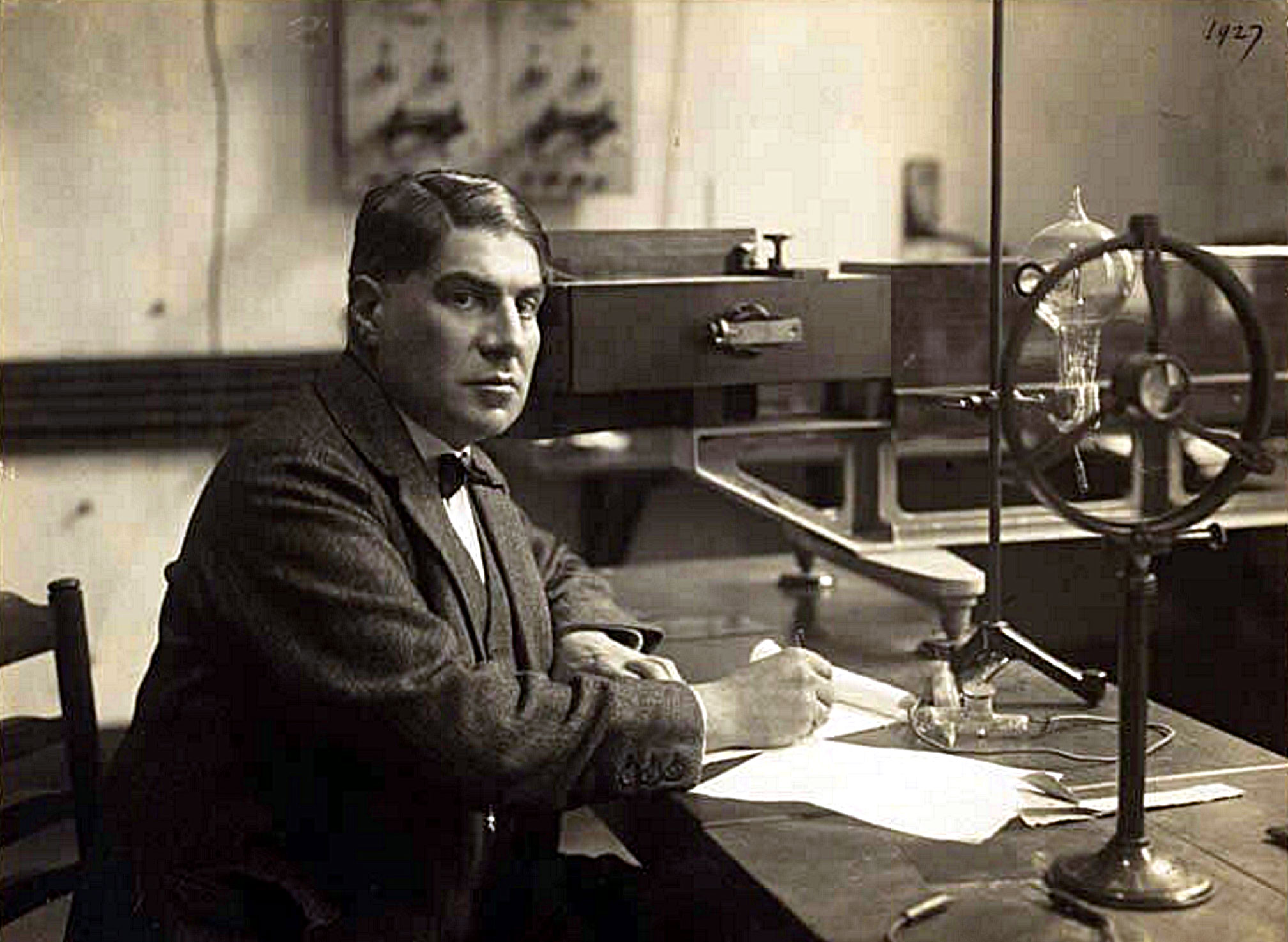
Leonard Ornstein (1927)

Leonard Salomon Ornstein (* 12. November 1880 in Nijmegen; † 20. Mai 1941 in Utrecht) war ein niederländischer Physiker.

## Leben und Wirken
Leonard Salomon war der einzige Sohn des Kaufmanns Nathan Leonard Ornstein (* 20. April 1835 in Nijmegen; † 2. Oktober 1916 in Den Haag) und dessen Frau Sophia Maria Manson (* 14. Februar 1846 in Den Haag; † 11. April 1922 in Utrecht). Er hatte die höheren Bürgerschulen in Nijmegen und Den Haag durchlaufen. Nach der Absolvierung seiner Hochschulreife begann er 1898 ein Studium der theoretischen Physik an der Universität Leiden. Hier wurde Hendrik Antoon Lorentz sein prägender Lehrer. Am 26. März 1908 promovierte er unter Lorentz mit dem Thema Toepassing der statistische mechanica van Gibbs op molekulair-theoretische vraagstukken, über die molekularen Anwendungen der Gibbs´schen statistischen Mechanik zum Doktor der Naturwissenschaften. Danach wurde er Assistent von Lorentz und ging 1909 als Lektor für Physik an die Universität Groningen, welche Aufgabe er am 29. April 1909 mit dem Einführungsvortrag De rol der wiskunde in de mathematische physica (deutsch: Die Rolle der Mathematik in der mathematischen Physik) antrat.
1914 wurde er Nachfolger von Peter Debye als Professor für Physik an der Universität Utrecht. Als Leiter des Physik-Labors in Utrecht ab 1922 wandte er sich dort auch experimentellen Untersuchungen zu, insbesondere Intensitätsmessungen von Spektrallinien, und verschaffte dem Institut damit internationales Ansehen. 1921 war er wesentlich mit dem Leiter des Philips Natuurkundig Laboratorium in Eindhoven Gilles Holst an der Gründung der Niederländischen Physikalischen Gesellschaft (Nederlandse Natuurkundige Vereniging) beteiligt, deren Vorsitzender er 1939/1940 war. 1931/32 amtierte er als Rektor der Universität Utrecht, wozu er 1932 die Rektoratsrede De beteekenis der natuurkunde voor cultuur en maatschappij (deutsch: Die Bedeutung der Physik für Kultur und Gesellschaft) hielt. Ornstein wurde Mitglied der Königlich Niederländischen Akademie der Wissenschaften, korrespondierendes Ehrenmitglied der Königlich Physiographischen Gesellschaft in Lund und Ritter des Ordens vom niederländischen Löwen.
Nach der deutschen Besetzung 1940 war er als Jude, der zudem noch in der zionistischen Bewegung aktiv war (1918 bis 1922 war er Vorsitzender der Niederländischen Zionistischen Vereinigung), stark gefährdet, weigerte sich trotz Angeboten von Freunden aber, das Land zu verlassen. Er wurde wie alle Juden in den Niederlanden aus öffentlichen Ämtern entfernt und durfte sogar sein Labor in Utrecht nicht mehr betreten. Ornstein isolierte sich daraufhin aus der Öffentlichkeit und starb wenig später. Sein Leichnam wurde am 23. Mai 1941 auf dem jüdischen Friedhof in Utrecht beigesetzt.
Ornstein ist vor allem wegen seiner Arbeiten in der statistischen Mechanik bekannt. Nach ihm und George Uhlenbeck ist der Ornstein-Uhlenbeck-Prozess (Ornstein, Uhlenbeck: On the theory of Brownian Motion, Physical Review Bd. 36, 1930, S. 823) benannt. Die Ornstein-Zernike-Theorie (1914, mit Frits Zernike) bestimmt die räumliche Korrelationsfunktion beispielsweise von Molekülen in Flüssigkeiten selbstkonsistent über eine Integralgleichung.
Zu seinen Ehren ist ein Labor an der Universität Utrecht nach ihm benannt.

## Familie
Ornstein war zwei Mal verheiratet. Seine erste Ehe schloss er am 29. Juni 1911 in Amsterdam mit Jeanette Hoofien (* 2. Februar 1886 in Utrecht; † 22. September 1948 in Israel), die Tochter des Jacob Hoofien (* ca. 1847 Steenwijk;) und der Rozina Blaauw (* 30. Juni 1855 in Utrecht; † 14. März 1911 in Amsterdam). Aus der Ehe stammen zwei Töchter. Nach seiner am 24. März 1927 erfolgten Ehescheidung, heiratete Ornstein am 8. März 1929 in Utrecht Sophia Estella Meijer (* 12. November 1902 Werkendam; † 9. Februar 1987 in Velp), die Tochter des Maurits Jacob Meijer (* 17. August 1873 in Werkendam; † 26. Februar 1943 in Oswiecim (Polen)) und der Mietje Marsman (* 17. Juni 1872 in Leiden; † 26. Februar 1943 in Oswiecim (Polen)). Aus der Ehe stammen zwei Söhne. Von den Kindern kennt man:
- Hadassa Ornstein (* 13. März 1917 Utrecht; † 1978 Tel Aviv) verh. Baumann
- Tochter NN. Ornstein (* & † 24. Juni 1918 in Utrecht)
- Rachel Sippora Ornstein (* 29. August 1919 in Utrecht) verh. Binjamin Soloveitchik (* 12. Dezember 1913 Dnipropetrowsk; † 5. August 1977 in Tel Aviv)
- Lodewijk Theodoor Manne Ornstein (* 26. Februar 1931 Utrecht; † 7. Dezember 1997 ebenda) verh. I. 2. März 1955 in Amsterdam mit Henriette Edersheim (* 8. Juli 1933 in Amsterdam; † 21. September 2007 in MD. USA) verh. II. Eva van Slooten; aus erster Ehe stammt der Enkel Leonard Salomon Ornstein (* 21. August 1955 in Amsterdam), welcher sich als Journalist einen Namen machte
- Mathijs Alexander Manne Ornstein (* 4. Februar 1933 in Utrecht; † 2. April 2005) verh. 11. Januar 1964 in Amersfoort mit Anna Elisabeth Lambrechtsen (* 25. März 1936 in Maartensdijk)

## Werke (Auswahl)
- Toepassing der statistische mechanica van Gibbs op moleculair-theoretische vraagstukken. IJdo, Leiden, 1908
- De rol der wiskunde in de mathematische physica. van Doesburgh, Leiden 1909
- Problemen der kinetische theorie van de stof. Oosthoek, Utrecht, 1915
- Objektive Spektralphotometrie. Vierweg, Braunschweig, 1932 (mit Willem Jan Henri Moll und Herman Carel Burger)
- De beteekenis der natuurkunde voor cultuur en maatschappij. Utrecht, 1932
- Strahlungsgesetz und Intensität von Mehrfachlinien. 1924
- Intensität der Komponenten im Zeemaneffekt. 1924
- On the theory of the Brownian motion. 1930
- De beteekenis der natuurkunde voor cultuur en maatschappij. Utrecht 1932
- Daylight measurements in Utrecht. Amsterdam 1936